# كنيسة القلب المقدس (البحرين)

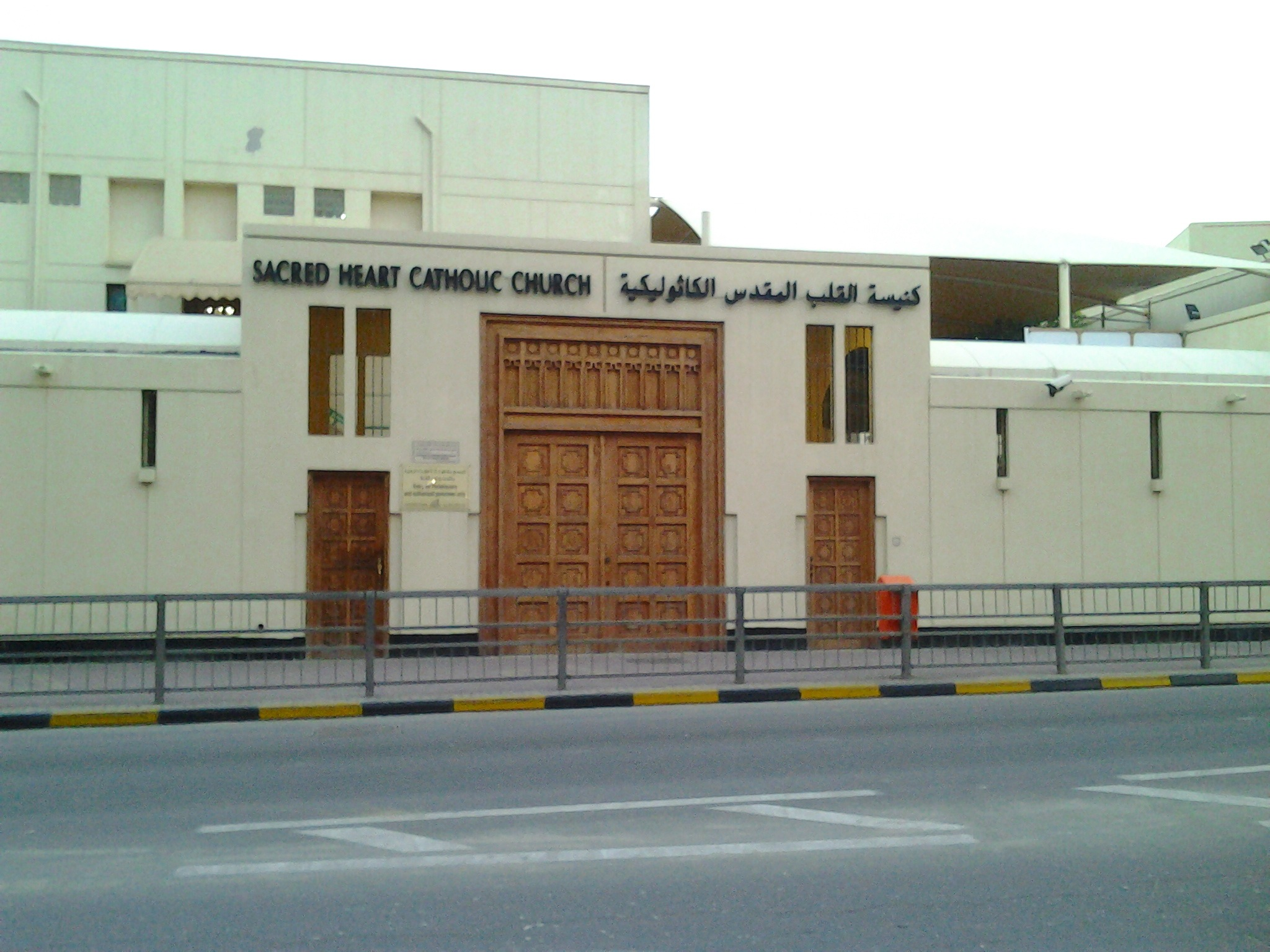

كنيسة القلب المقدس هي أبرشية رومانية كاثوليكية في المنامة عاصمة البحرين. الكنيسة هي واحدة من اثنين فقط من الكنائس الكاثوليكية الرومانية في البحرين (الأخرى هي كنيسة زياة سيدتنا في عوالي). تخدم كنيسة القلب المقدس ما يقدر بنحو 140 ألف شخص. كاهن الكنيسة هو الأب أولداريكو كامو.

## التاريخ
في يناير عام 1938 أو عام 1939 جاء سعادة جيوفاني تيرينانزي النائب الرسولي للجزيرة العربية الذي كان مقره في عدن إلى البحرين للقاء أمير البحرين الشيخ حمد بن عيسى آل خليفة للتخطيط لبناء كنيسة في البحرين. تم وضع حجر الأساس لكنيسة جديدة في 9 يونيو 1939. الآب لويجي مالياكاني الذي يعرف عنه تيرينانزي بأنه خبير في بناء الكنائس أتى به إلى البحرين وأوعز إليه مسؤولية بناء الكنيسة. في ستة أشهر فقط بنيت الكنيسة وسكن الكهنة ومدرسة القلب المقدس.
قداس منتصف ليل عيد الميلاد أقيم في الكنيسة الجديدة. كرس رسميا في 3 مارس 1940. كانت أول كنيسة كاثوليكية في منطقة الخليج العربي.
وصلت الأخوات كمبوني في مايو 1953 وأعطيت دور الحفاظ على المدرسة.
حيث نما اقتصاد منطقة الخليج العربي بسبب اكتشاف احتياطيات النفط وصل الكثير من العمال المهاجرين الكاثوليكيين إلى البحرين. لتلبية احتياجاتهم فقد بنيت قاعة سانت بارت في عام 1958 لتوفير مكان للتجمعات الاجتماعية وإيواء رجال الدين.
خلال السنوات الثلاثين المقبلة ارتفع عدد الكاثوليك في المنطقة وخاصة المغتربين والعمال المهاجرين من جنوب وجنوب شرق آسيا. خضعت الكنيسة لتوسعة كبيرة تحت قيادة الأب فيليسيو دينيز مع بناء مبنى الكنيسة الرئيسي في عام 1990 وتشمل التطورات الرئيسية الأخرى بناء مركز لجالية الكنسية ومبنى الألفية الثالثة.

## الوضع الحالي
الكنيسة تلبي أساسا السكان المغتربين الكثر في البحرين. العديد من أبناء الكنيسة لديهم جنسيات من الهند والفلبين وباكستان وبنغلاديش وسري لانكا والعرب (معظمهم من لبنان ولكن أيضا من فلسطين وسوريا). وتجرى الخدمات في المقام الأول باللغة الإنجليزية على الرغم من أن هناك خدمات باللغة العربية والماليالامية والتاميلية والكونكانية والتاغالوغية والتيلوغوية والسنهالية.
تستضيف الكنيسة أيضا عددا من الأنشطة المجتمعية وأشهرها مهرجان يوم الأسرة الذي يحدث في الأسبوع الأول من فبراير من كل عام والغبقة الرمضانية السنوية.

## الاحتجاجات البحرينية 2011
بعد فشل المتظاهرين الشيعة في اسقاط النظام الملكي البحريني في فبراير ومارس 2011 فقد دأب المتظاهرون الذين يسكنون في فريج المخارقة المقابل للكنيسة إلى تعطيل حركة المرور والسير وتعطيل انتقال المارة خصوصا المتعبدين من الديانة المسيحية للدخول والخروج من كنيسة القلب المقدس كما تم كتابة شعارات سياسية على جدران الكنيسة وحرق إطارات سيارات أمام جدرانها مما دعا جمعية البحرين لمراقبة حقوق الإنسان والشبكة البحرينية لحقوق الإنسان إلى إصدار بيان يشجبون فيها هذه الممارسات التخريبية.